# Elecciones generales de España de 1910
Las elecciones generales de España de 1910 fueron convocadas el 8 de mayo, bajo el mandato del liberal José Canalejas bajo sufragio masculino.
Como sucedió en todas las elecciones durante la restauración borbónica en España en estas el resultado estuvo determinado de antemano («encasillado») gracias al sistemático fraude electoral realizado mediante la red caciquil extendida por todo el territorio. En estas elecciones, como en el resto, el gobierno que las convocó las ganó, ya que en el régimen político de la Restauración los gobiernos cambiaban antes de las elecciones y no después como sucedía en los regímenes parlamentarios (no fraudulentos).

## Convocatoria y desarrollo
Tras la crisis del gobierno conservador de Antonio Maura a causa de la Semana Trágica de Barcelona en 1909, se sucedió el gobierno liberal de Segismundo Moret pero su acercamiento a republicanos y socialistas no gustó en los ámbitos políticos, y cuando el rey Alfonso XIII le negó la disolución de las Cortes (que le hubieran dado una mayoría holgada con apoyo de los republicanos), dimitió el 9 de febrero de 1910. Entonces el monarca encargó formar gobierno a José Canalejas a quien sí otorgó el decreto de disolución de las Cortes y la consiguiente convocatoria de elecciones para poder "hacerse" con una mayoría parlamentaria.
En total fueron elegidos 404 diputados, y el partido más votado fue el Partido Liberal, dirigido por José Canalejas. El Partido Conservador quedó muy debilitado, y en Navarra se presentó en coalición con carlistas e integristas. También se presentó una Conjunción Republicano-Socialista, dirigida por el escritor canario Benito Pérez Galdós, que reunió en la coalición diversos grupos republicanos, el Partido Socialista Obrero Español, el Partido Republicano Radical y el Partido Republicano Democrático Federal. La Unión Federal Nacionalista Republicana, una vez rota la Solidaridad Catalana se presentó en solitario y por primera vez rompió la hegemonía de la Lliga Regionalista en Cataluña.
Fue elegido Presidente del Congreso el liberal conde de Romanones, que fue sustituido en 1912 por Segismundo Moret; a su muerte en 1913 accedió a la Presidencia Miguel Villanueva. El Presidente del Senado fue Eugenio Montero Ríos.
El jefe de Gobierno continuó siendo José Canalejas, que fue asesinado el 12 de noviembre de 1912. Le sustituyó entonces el conde de Romanones, quien dimitió el 27 de octubre de 1913 debido a la división interna del partido de Manuel García Prieto, fundador del Partido Liberal Demócrata. Al mismo tiempo, también hubo división en el Partido Conservador cuando Antonio Maura y Juan de la Cierva y Peñafiel no aceptaron el liderazgo de Eduardo Dato. Más tarde quebró también la Conjunción Republicano-Socialista, a pesar del éxito relativo obtenido.

## Composición del Congreso de los Diputados

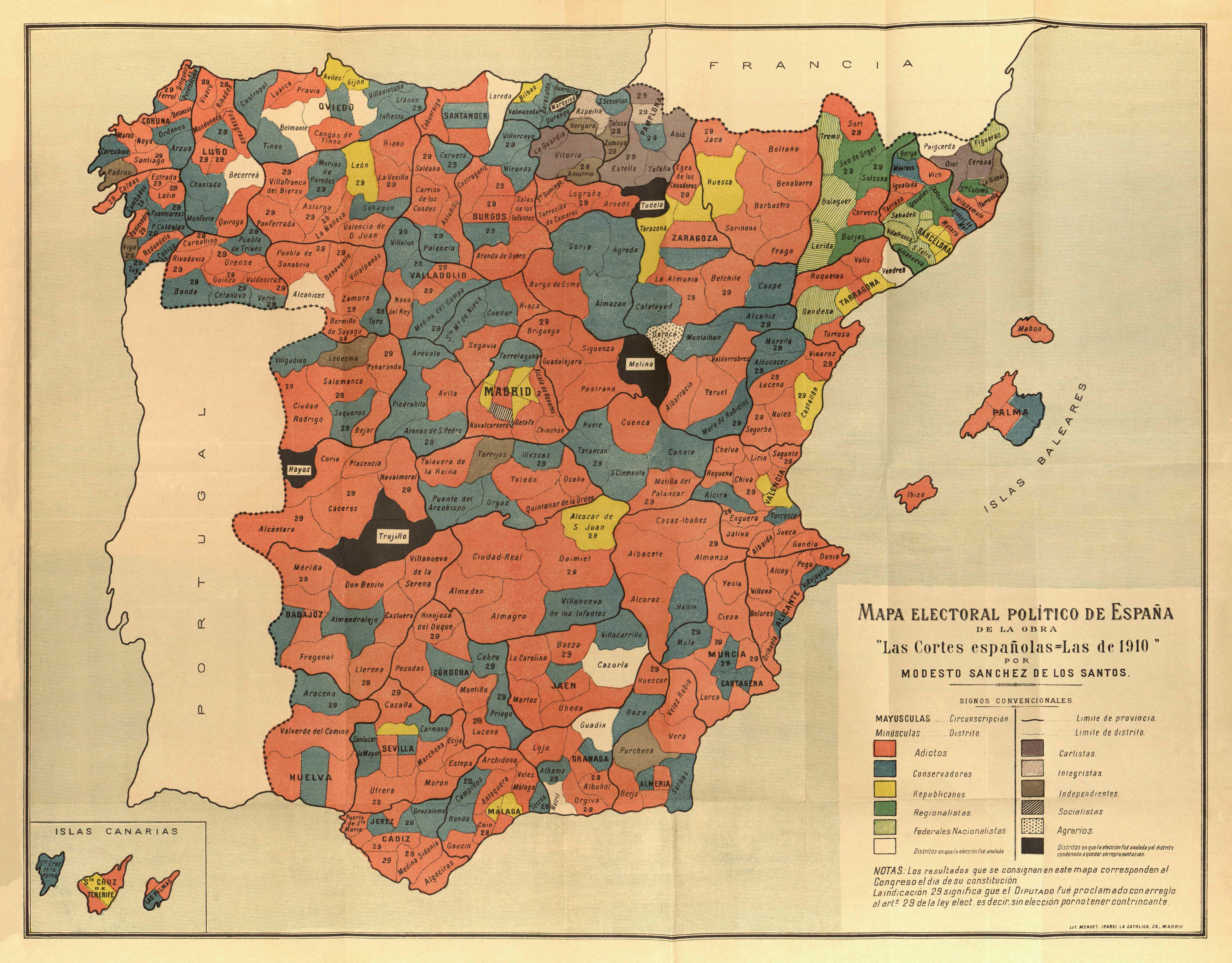
Mapa electoral político de España. Las Cortes de 1910.

| ← Elecciones generales de España, 8 de mayo de 1910 → |            |         |                                                           |
| Partido                                               | Porcentaje | Escaños | Líder                                                     |
| Partido Liberal                                       | 43,4 %     | 215     | José Canalejas                                            |
| Partido Conservador                                   | 21,9 %     | 115     | Antonio Maura                                             |
| Conjunción Republicano-Socialista                     | 10,3 %     | 27      | Benito Pérez Galdós                                       |
| Unión Federal Nacionalista Republicana (UFNR)         | 5,3 %      | 11      | José María Vallés Ribot                                   |
| Lliga Regionalista                                    | 2,7 %      | 10      | Enric Prat de la Riba                                     |
| Comunión Tradicionalista (jaimista)                   | 2,2 %      | 10      | Juan Vázquez de Mella                                     |
| Católicos independientes                              |            | 3       | Joaquín de Arteaga y Echagüe, XVIII marqués de Santillana |
| Partido Integrista                                    |            | 2       | Manuel Senante y Martínez                                 |
| Partido de Unión Republicana Autonomista (PURA)       |            | 1       | Félix Azzati                                              |
| Nacionalistas republicanos catalanes                  |            | 1       | Francesc Macià                                            |
| Independientes                                        |            | 5       |                                                           |
| Partido Socialista Obrero Español                     |            | 1       | Pablo Iglesias                                            |
| Otros                                                 |            | 2       |                                                           |
| TOTAL                                                 |            | 403     |                                                           |